# Erodium astragaloides
Los alfilerillos o alfilerillos de los Alayos  (Erodium astragaloides) es una herbácea perenne perteneciente a la familia de las geraniáceas que aparece de forma endémica en las montañas de Andalucía Oriental. El nombre de Alayos hace referencia a esta localidad situada en el Monte Trevenque en Sierra Nevada donde aparece esta especie.

## Descripción
Pequeña mata herbácea acaule de no más de 10 cm de altura, densamente blanco-tomentosa, de hojas imparipinnadas dispuesta en roseta, con los foliolos enteros, subenteros o pinnatipartidos, en inflorescencias en umbelas de 2 a 6 flores zigomorfas pentámeras, con pétalos desiguales blanco rosados de los cuales los dos superiores presentan una mancha de color púrpura en la mitad basal. Fruto en esquizocarpo terminado en un pico.

## Distribución y hábitat
Aparece en pastizales orófilos sobre arenales dolomíticos en altitudes de 1700–1900 m, en Sierra Nevada y las Sierras de Cazorla y Segura.

## Taxonomía
Erodium astragaloides fue descrita por Boiss. & Reut. y publicado en Pugillus Plantarum Novarum Africae Borealis Hispaniaeque Australis 130. 1852.
Etimología
Erodium: nombre genérico que deriva del griego erodios =  "una garza" debido al largo pico en el fruto.
astragaloides: epíteto latíno que significa "semejante al Astragalus.
Sinonimia
- Erodium camposianum Coss. ex Willk. & Lange[5]